# Clowne

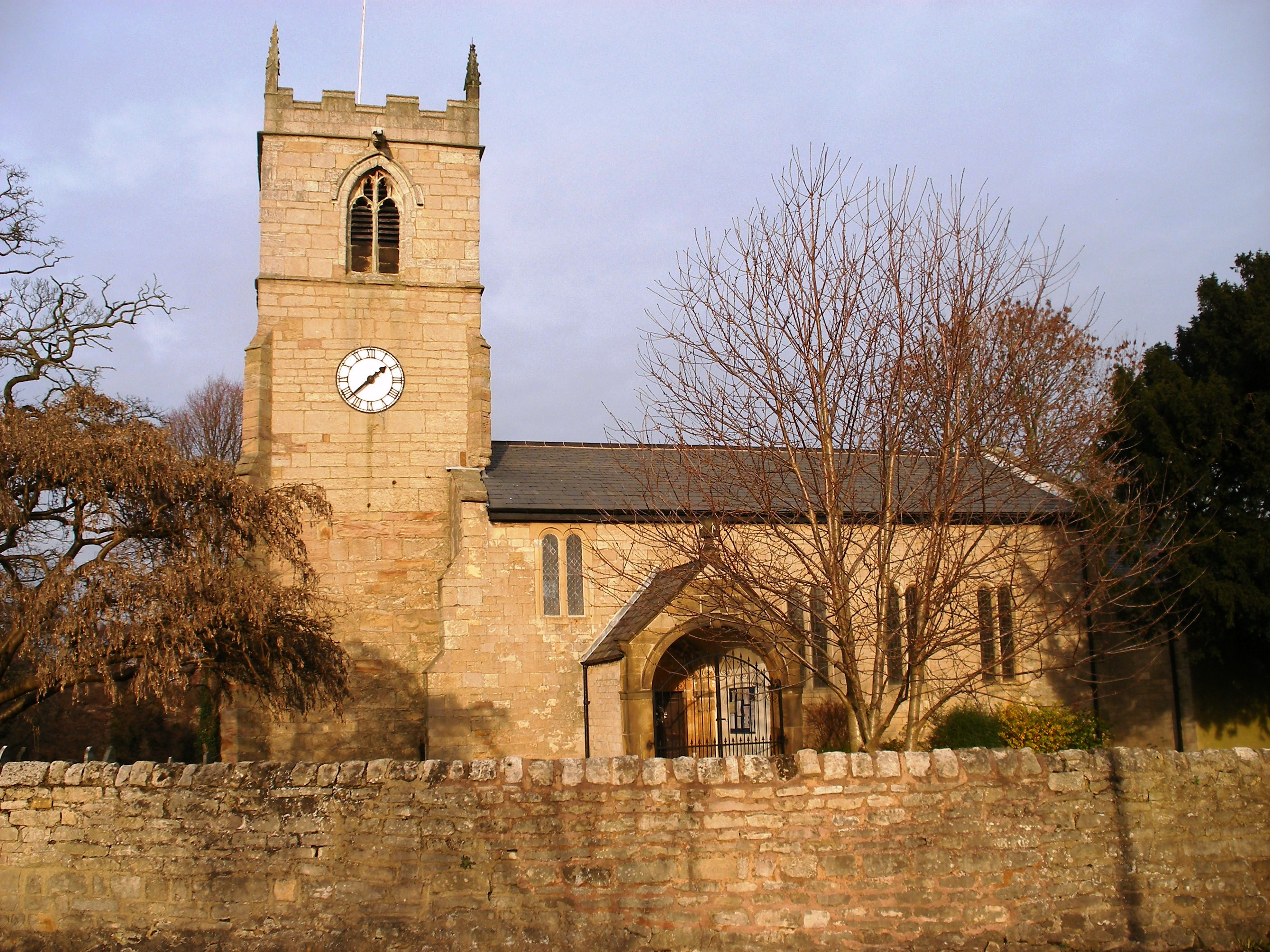
Clowne (Derbyshire): la chiesa di San Giovanni Battista

Clowne è un villaggio con status di parrocchia civile della contea inglese del Derbyshire, nelle Midlands Orientali (Inghilterra centrale), facente parte del distretto di Bolsover. La parrocchia civile conta una popolazione di circa 7 500 abitanti.

## Geografia fisica
Clowne si trova a circa metà strada tra Chesterfield e Worksop (rispettivamente ad est/nord-est della prima e ad ovest/sud-ovest della seconda), a circa 30 km a sud-est di Sheffield.

## Origini del nome
Il nome del villaggio deriva dal termine celtico Clune, che indicava un fiume.

## Storia

### Dalla fondazione ai giorni nostri
Il villaggio è citato già nel Domesday Book (XI secolo).

## Monumenti e luoghi d'interesse

### Chiesa di San Giovanni Battista
Tra gli edifici principali di Clowne, figura la Chiesa di San Giovanni Battista, costruita nel 1138.

## Società

### Evoluzione demografica
Al censimento del 2001, la parrocchia cibvile di Clowne contava una popolazione pari a 7 590 abitanti.
La località ha quindi conosciuto un incremento demografico rispetto al 2001, quando contava 7 447 abitanti (di cui 3 796 erano donne e 3 651 erano uomini), e al 1991, quando contava 7 234 abitanti.